# Manon Jutras
Pour les articles homonymes, voir Jutras.
Manon Jutras, née le 25 novembre 1967 à Drummondville, est une coureuse cycliste professionnelle canadienne.

## Palmarès sur route
- 2002
  - 1re étape de Tour de Toona
- 2003
  - Bisbee Tour
  - 1re, 3e et 4e étapes de Bisbee Tour
  - 4e étape de Sea Otter Classic
  - 4e étape du Tour de l'Aube
  - 2e étape de Nature Valley GP
  - 2e de Tour of the Gila
  - 2e de Nature Valley GP
  - 3e du championnat du Canada du contre-la-montre
  - 3e de Redlands Classic
  - 54e de la course en ligne des championnats du monde sur route
- 2004
  - Gastown Grand Prix
  - 2e du championnat du Canada sur route
  - 31e de la Course en ligne féminine de cyclisme sur route aux Jeux olympiques d'été de 2004
  - 51e de la course en ligne des championnats du monde sur route